# レオナルド・ストロング (小説家)
レオナルド・ストロング（Leonard Strong、1896年3月8日 - 1958年8月17日）はイギリスの小説家。